# José Cordero (político)
José Vicente Cordero Acosta (Cuenca, 24 de mayo de 1941-Ibídem, 25 de abril de 2017) fue un político ecuatoriano que ocupó la presidencia del Congreso Nacional entre 2001 y 2003.

## Vida política
Durante el gobierno de Osvaldo Hurtado Larrea se desempeñó como gobernador de la provincia de Azuay.
En las elecciones legislativas de 1994 fue elegido diputado nacional en representación de Azuay por el partido Democracia Popular. Fue reelegido al cargo en las elecciones de 1996 (periodo 1996-1998) y de 1998  (periodo 1998-2003) por el mismo partido.
En el año 2000 fue elegido vicepresidente del Congreso Nacional.
En junio de 2001 asumió la presidencia del Congreso luego de la renuncia de Hugo Quevedo, quien dejó el cargo en medio de denuncias de corrupción y mala administración. Entre los logros en su tiempo a la cabeza del legislativo se cuentan la aprobación de las leyes de Seguridad Social, de la Procuraduría, de la Contraloría, de Turismo y de la Niñez.